# 민득
민득(베트남어: Minh Đức / 明德 명덕 / 1527년 6월 ~ 1529년)은 베트남 막 왕조(莫朝) 초대 군주 태조(太祖) 막당중(莫登庸)의 연호이다.

## 개원
- 후 레 왕조(後黎朝) 통응우옌(統元) 6년 6월 15일[1](율리우스력 1527년 7월 12일)에 막 왕조 개창 후, 연호를 민득(明德)으로 건원함.[2][3][4]

- 민득(明德) 4년 1월 1일[5](율리우스력 1530년 1월 29일)에 연호를 다이찐(大正)으로 개원함.[2][3][4]

## 연대 대조표
| 민득 | 서기(西紀) | 간지(干支) | 명나라 연호    |
| 원년 | 1527년     | 정해(丁亥) | 가정(嘉靖) 6년 |
| 2년  | 1528년     | 무자(戊子) | 가정 7년       |
| 3년  | 1529년     | 기축(己丑) | 가정 8년       |

## 동시대 연호

### 중국
명(明)
- 가정(嘉靖) (1522년 ~ 1566년)

### 일본
- 다이에이(大永) (1521년 ~ 1528년)
- 교로쿠(享祿) (1528년 ~ 1532년)

## 같이 보기
- 다른 왕조의 같은 연호
  - 후촉(後蜀) 명덕(明德, 934년 ~ 937년)
  - 대리국(大理國) 명덕(明德, 952년)
  - 일본(日本) 메이토쿠(明德, 1390년 ~ 1394년)

- 베트남의 연호